# Adenia schliebenii
Adenia schliebenii är en passionsblomsväxtart som beskrevs av Hermann August Theodor Harms. Adenia schliebenii ingår i släktet Adenia och familjen passionsblomsväxter. Inga underarter finns listade i Catalogue of Life.